# Giuseppe e i suoi fratelli
Giuseppe e i suoi fratelli (titolo originale Joseph und seine Brüder) è un romanzo in quattro parti dello scrittore tedesco Thomas Mann. La tetralogia, scritta nel corso di 16 anni, riscrive le storie familiari della Genesi, dal patriarca Giacobbe a Giuseppe (capitoli 27-50), ambientato nel contesto storico del periodo amarniano. Mann la considerò la sua opera più grande.
I primi studi preparatori per la redazione dell'opera iniziarono nel 1925 e i quattro romanzi che la compongono furono poi pubblicati in un lungo arco temporale che va dal 1933 al 1943:
- Le storie di Giacobbe (Die Geschichten Jaakobs), Berlino, 1933;
- Il giovane Giuseppe (Der Junge Joseph), Berlino, 1934;
- Giuseppe in Egitto (Joseph in Ägypten), Vienna, 1936;
- Giuseppe il Nutritore (Joseph der Ernährer), Stoccolma, 1943.

## Le storie di Giacobbe

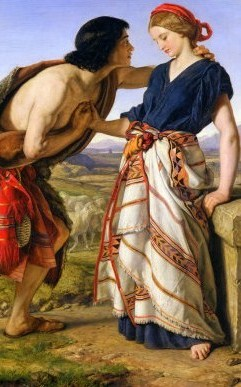
Giacobbe incontra Rachele al pozzo. William Dyce, XIX secolo

Il prologo è un antefatto al romanzo che narra le vicende del primo avo della stirpe di Giacobbe, Abramo, l'uomo della Luna, viandante come lui è iniziatore di una nuova concezione spirituale della Divinità: la sua unicità e personalità in relazione all'io che per questo si definisce. Abramo fisicamente percorre il suo viaggio con la sua tribù nella mezzaluna fertile ma lo stesso fa la sua anima, guidata dallo Spirito di Dio interiorizzato. Durante il suo viaggio attraverso il contatto con i popoli con cui ha rapporti o di guerra o commercio o religiosi, ha modo di confrontare la sua nuova dimensione del Divino con i vari Baal, Eolin, El fino a Set e Osiride. Giunge così nella terra di Canan, ritornando dall'Egitto. Qui si conclude anche il suo viaggio spirituale e La Divinità di Abramo è diventato il Dio unico biblico.
Il primo romanzo inizia, dopo il Discesa agli inferi, con un colloquio, in una primaverile serata illuminata dalla luna, tra Giacobbe e il giovane figlio Giuseppe, il prediletto del padre. Giuseppe è il primogenito di Rachele, moglie amatissima, morta partorendo Beniamino, il minore dei figli di Giacobbe. La narrazione prosegue con la celebre vicenda della primogenitura che Giacobbe sottrasse, con l'inganno, al gemello Esaù. Approfittando della cecità del vecchio padre Isacco e con la complicità della madre Rebecca, Giacobbe, coperto da una pelle di animale, per imitare l'abbondante peluria del gemello, riceve l'ambita benedizione del padre. Esaù, scoperto l'inganno, minaccia di vendicarsi. Rebecca, per sottrarlo alla furia del fratello, costringe il figlio prediletto ad allontanarsi dalla casa paterna per rifugiarsi dallo zio, suo fratello Labano.
Giunto in casa dello zio, dopo un lungo viaggio, esausto e privo di ogni cosa, Giacobbe è costretto ad accettare le condizioni ingenerose di Labano: in cambio della sua modesta ospitalità farà il pastore delle sue greggi.
Il figlio di Isacco si dimostra laborioso ed abile e lo zio, che si arricchisce del suo lavoro, cerca di trattenerlo al proprio servizio, gli offre un modesto compenso e lo esorta a rimanere. Labano ha due figlie: Lia la maggiore, e la bella Rachele. Giacobbe è attratto dalla minore e la chiede in moglie. Lo zio approfitta del sentimento del giovane: se vuole la mano della figlia dovrà lavorare per lui per sette anni. Giacobbe, innamorato, accetta.
Giunto il sospirato termine pattuito, si organizza la festa di nozze. L'astuto Labano, approfittando del velo che copre la fanciulla, inganna il nipote: al posto di Rachele gli consegna la figlia maggiore, Lia. Giacobbe scopre l'inganno quando il matrimonio è ormai consumato. Labano reagisce alle proteste del nipote: come avrebbe potuto consegnargli la figlia più giovane quando la maggiore doveva ancora maritarsi? Ma a tutto c'è un rimedio. È disposto, se Giacobbe accetta, a dargli in moglie anche la giovane Rachele. Il prezzo è quello solito: s'impegni il nipote genero a lavorare per lo zio suocero per altri sette anni. Giacobbe accetta, continuerà le sue fatiche al servizio dello zio.
Trascorsi gli ultimi sette anni, finalmente Giacobbe, con le sue due mogli Lia e Rachele, le serve Bilah e Zilpah, i figli, le greggi acquisite con il suo lavoro, può lasciare la casa di Labano per tornare nella sua vecchia dimora. Durante il viaggio Rachele, già madre di Giuseppe, partorisce il suo secondo figlio: Beniamino, il dodicesimo ed ultimo di Giacobbe ma lei, moglie prediletta, la Giusta, morirà dando alla luce il bambino.

## Il giovane Giuseppe

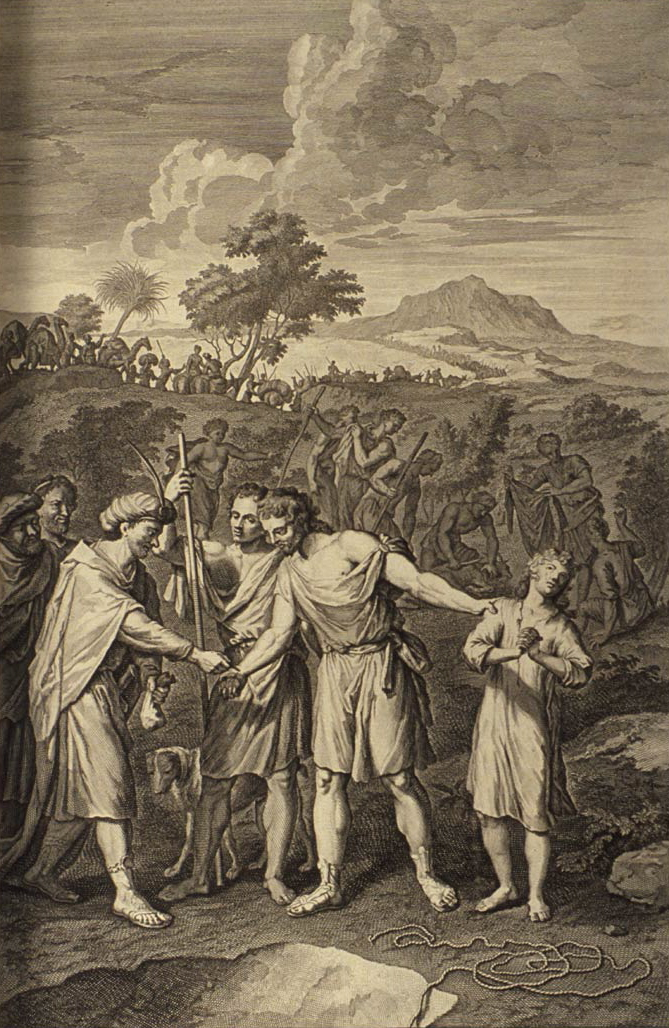
Giuseppe venduto dai fratelli agli Ismaeliti. Gerard Hoet, secolo XVIII

Giuseppe è il figlio prediletto di Giacobbe. Nel giovane, così diverso dai grossolani fratelli, il padre crede di vedere qualcosa che gli ricorda l'amata Rachele: il suo sguardo e la sua dolcezza. I fratellastri maggiori mal sopportano i sentimenti di Giacobbe, solo Beniamino, il fratello minore, ultimogenito della moglie prediletta, manifesta ammirazione e sincero affetto per lui.
L'antipatia dei fratellastri diviene col tempo sempre più accesa. Ai loro occhi Giuseppe è un vanesio che approfitta del favore paterno per assumere atteggiamenti di superiorità. L'antipatia diviene poi rabbia quando Giuseppe, imprudentemente, riferisce loro i suoi sogni. I sogni sono inequivocabili: sembrano tutti convergere nel predire la sua futura supremazia, quando genitore e fratelli dovranno rendergli omaggio, inchinandosi davanti a lui.
Un tale comportamento, leggero ed ingenuo, rimproverato anche da Giacobbe, non poteva che peggiorare i rapporti familiari: i fratelli maggiori decidono, quindi, di allontanarsi dalla casa paterna e da Giuseppe per condurre al pascolo le greggi loro affidate.
Giacobbe, con la speranza di riconciliare i suoi figli, invia Giuseppe a Shekem, dove potrà incontrare i fratelli e riappacificarsi con loro. Il giovane, prima di partire, riesce a farsi donare dal padre la preziosa veste nuziale di Rachele,
conservata con cura dal padre, e indossando tale veste si mette in viaggio.
I fratelli lo scorgono, vestito a festa, da lontano, e la loro furia non conosce più limiti: gli strappano la veste preziosa, lo picchiano e stanno per ucciderlo. Solo l'intervento del maggiore, Ruben, riesce a salvarlo dalla morte immediata. Sarà gettato in una vecchia cisterna vuota e abbandonata, destinato a morire di inedia. 
L'arrivo di una carovana di Ismaeliti induce i fratelli a mutare proposito: meglio venderlo come schiavo. In tal modo, non si macchieranno del suo sangue e potranno ugualmente allontanarlo per sempre dalla famiglia. Per giustificare la sua scomparsa, macchiano la veste nuziale col sangue di un animale. La veste lacera, mostrata al vecchio Giacobbe, sarà la prova che il fratello è morto, divorato da una bestia feroce. Il padre, sconvolto dal racconto dei figli maggiori, dopo un periodo di lutto severo, abbandonati i propositi di lasciarsi morire, si arrende al suo dolore.

## Giuseppe in Egitto

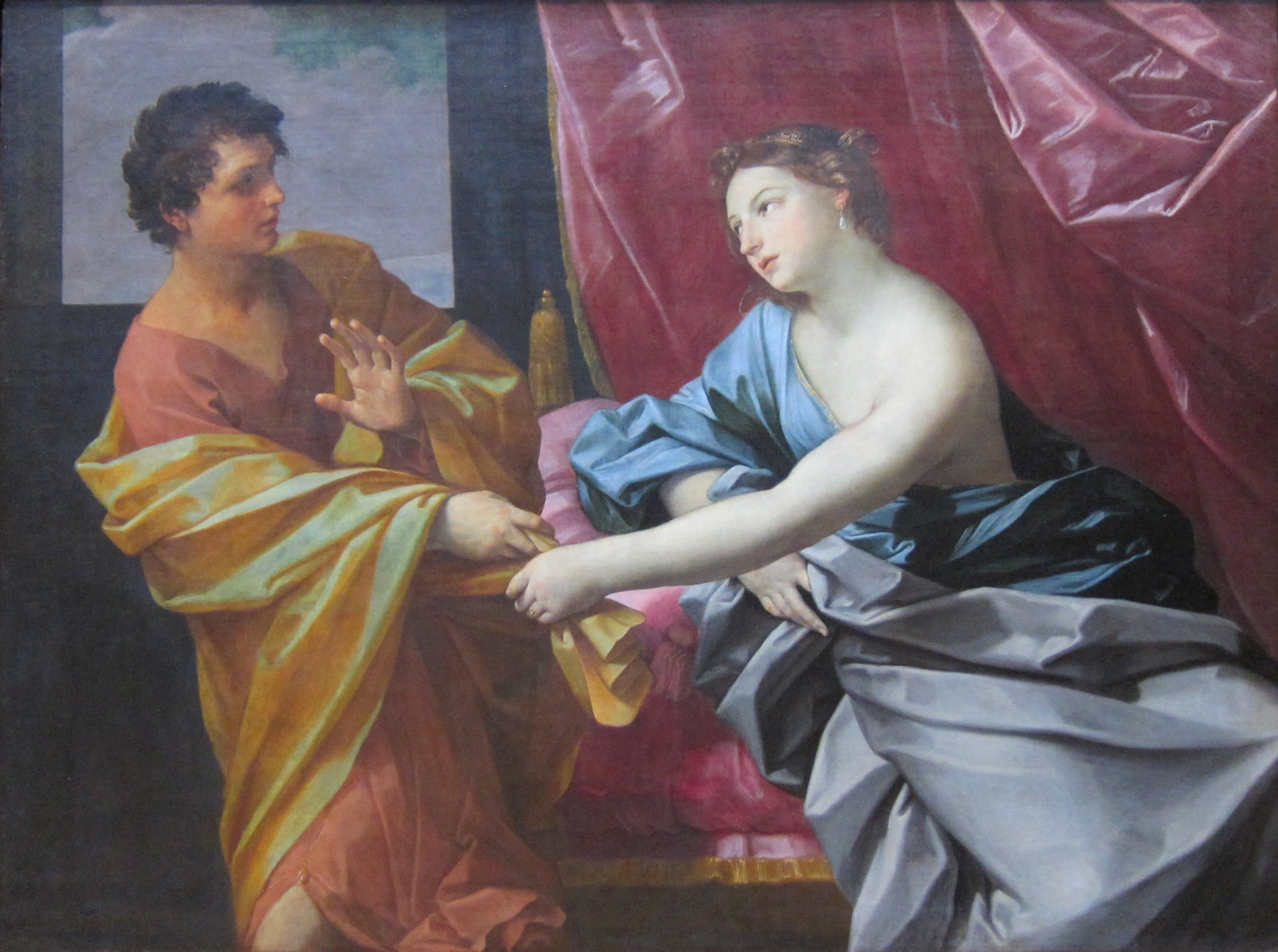
Giuseppe e la moglie di Putifarre. Guido Reni, secolo XVII

Giuseppe, condotto dall'Ismaelita, suo nuovo padrone, che lo aveva acquistato dai fratelli per venti sicli d'argento, giunge, dopo un lungo viaggio, nella terra d'Egitto. Il vecchio mercante ha intuito che in quel paese raffinato e ricco le qualità singolari del suo giovane schiavo potranno consentirgli un buon guadagno. Lo presenta a Mont-kaw, maggiordomo della casa di Potifar, ricco signore, "Flabellifero alla destra", "Amico di Faraone" e "Camerlengo del Sole". Mont-kaw dapprima esita poi, grazie anche ai buoni uffici del nano Teodoro, si lascia convincere e acquista il ragazzo. Il fascino del giovane, intelligente ed accorto, non tarda a farsi notare: lo stesso Potifar, chiamato anche Peteprê, durante un occasionale colloquio, rimane sorpreso dal suo modo di esprimersi ed ordina a Mont-kaw di assegnare a quello schiavo intelligente, che mostra di saper leggere e far di conto, incarichi di maggior rilievo.
È l'occasione attesa da Giuseppe, che in Egitto aveva assunto il nome di Osarsif, per iniziare la sua graduale ma sicura ascesa tra i servi della casa. Ben presto diverrà servitore personale di Peteprê e collaboratore di Mont-kaw e, alla morte di questi, nuovo maggiordomo della casa ed amministratore dei suoi beni. Il suo successo non poteva non suscitare gelosie ed invidie tra gli schiavi meno fortunati, tra questi l'altro nano al servizio del Flabellifero: Dûdu. L'odio di Dûdu è implacabile e sarà all'origine delle sventure di Giuseppe. Sarà infatti lui ad organizzare i primi incontri tra il giovane ed affascinante maggiordomo e Mut-em-enet, sposa di Peteprê.
Mut-em-enet, donna non giovanissima ma sicuramente ancora bella e di gran fascino, è solo una sposa onoraria: i genitori di Peteprê, Huij e Tuij, non esitarono, a suo tempo, a sacrificare la virilità del giovane figlio, pur di dedicarlo agli dei e favorirne l'ingresso alla corte del Faraone.
Mann dedica alla descrizione della donna e dei suoi sentimenti, la seconda parte, la più avvincente, del romanzo. Di particolare rilievo è la descrizione del lento mutare del suo animo: dall'iniziale indifferenza per uno dei numerosi schiavi della casa, all'animosità per l'ebreo, "figlio della sabbia", straniero di umili origini che, con la sua stessa ascesa, offende le tradizioni ed i costumi egiziani, all'interesse, dapprima simulato poi fin troppo evidente, per finire in una passione incontrollata, morbosa e ossessiva. L'iniziale pudore di Mut, "dama elegante dalla vita consacrata", "casta sacerdotessa della luna, mondanamente fredda", cede il posto alle offerte sempre più esplicite.
Giuseppe, ostinato, rifiuta ripetutamente l'amore della donna. Cerca di dissuaderla, di convincerla dell'assurdità delle sue proposte: come potrebbe tradire la fiducia di Potifar che lo ha così grandemente beneficiato fino a elevarlo ad amministratore di tutti i suoi beni? Inoltre i suoi scrupoli sono anche religiosi: si considera consacrato a un dio geloso e vuole rimanergli fedele preservando la sua castità.
Ma, nella vana pretesa di condurre a ragione il sentimento folle di Mut, Giuseppe continua a vederla, a parlarle dolcemente, a tentare di convincerla.
Si realizza in questo modo il piano di Dûdu: ora potrà denunciare la tresca a Peteprê, marito onorario, ma non per questo privo di orgoglio. Il Flabellifero, ascolta la denuncia del nano, ma rifiuta di credergli. Sarà invece Mut a causare la rovina di Giuseppe: sconvolta da un suo ennesimo rifiuto, gli strappa la veste e urlando, per richiamare l'attenzione dei servi, accusa Osarsif di aver tentato di violarla. Potifar, suo malgrado, non può ignorare le accuse della moglie: condanna Giuseppe, in ceppi e a capo chino, e lo consegna alle prigioni di Faraone.

## Giuseppe il Nutritore

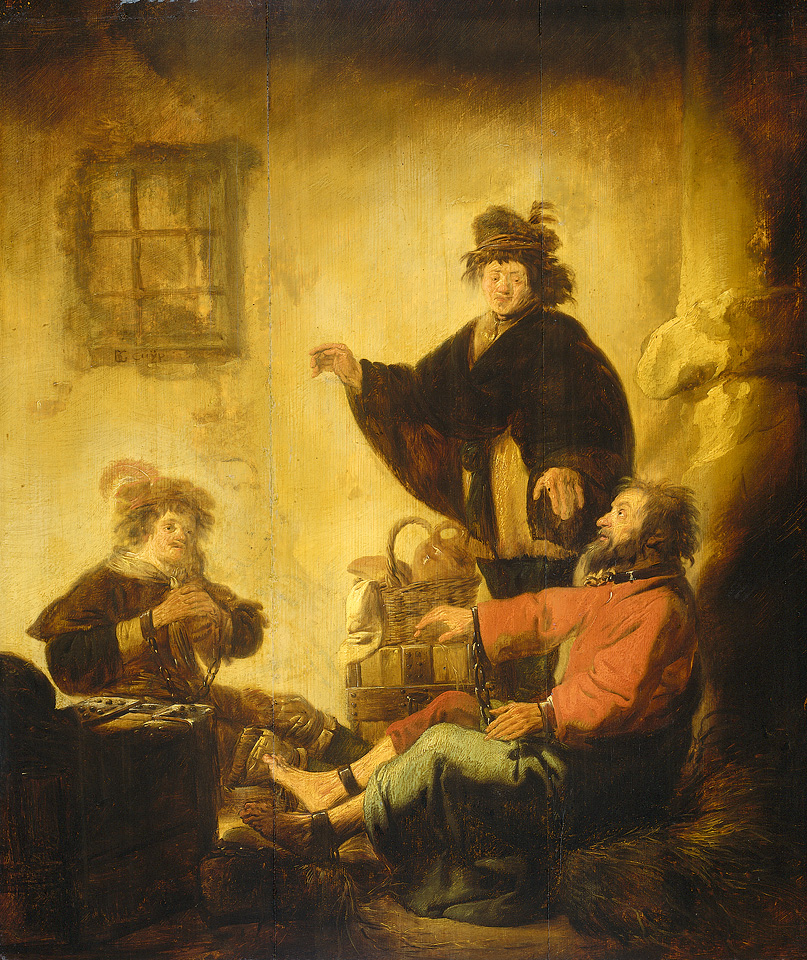
Giuseppe interpreta i sogni. Benjamin Cuyp, secolo XVII

Nella stiva di una piccola imbarcazione da carico al comando di Cha'ma't, lo scriba della dispensa, Giuseppe, sorvegliato dai servitori di Peteprê, naviga lungo il Nilo, diretto alla fortezza di Zawi-Ré. Cha'ma't, per vincere la noia del viaggio, conversa con il prigioniero e, con sua sorpresa, non trova un uomo rassegnato e timoroso del suo destino ma un giovane uomo che affronta virilmente la prova che lo attende, certo del favore divino.
Dopo diciassette giorni di viaggio
raggiunge la sua destinazione e viene consegnato a Mai-Sachme, il comandante della prigione. Il comandante, fin dalle prime parole scambiate con il prigioniero, è colpito, oltre che dalla sua avvenenza, dalle sue capacità: non finirà ai lavori più pesanti, Mai-Sachme saprà utilizzarlo per altre incombenze. Giuseppe, infatti, assume ben presto, le funzioni di sorvegliante e amministratore del lavoro dei detenuti e, quando saranno imprigionati due alti dignitari della corte di Faraone, il capo coppiere e il capo panettiere, Mai-Sachme affiderà al suo giovane collaboratore il compito di servire i due.
I dignitari, nella stessa notte, fanno un sogno che non riescono a interpretare. Sono turbati, intuiscono che quanto hanno sognato ha un significato importante, ma nessuno è in grado di aiutarli. Sarà Giuseppe a svelare loro il significato profetico: fra tre giorni il capo dei coppieri sarà liberato e reintegrato a corte mentre il capo dei panettieri sarà giustiziato. Quanto profetizzato, puntualmente accade. Il coppiere, prima di lasciare il carcere, promette a Giuseppe che perorerà presso Faraone la sua liberazione dall'ingiusta prigionia.
Il coppiere, felice di riassumere le sue importanti funzioni, dimentica completamente la promessa. Solo quando il suo signore farà a sua volta un sogno di singolare vivezza ma di oscuro significato, il coppiere ricorderà la prodigiosa abilità di quel giovane uomo conosciuto in prigione e proporrà a Faraone, deluso dai suoi sapienti che nulla hanno saputo dirgli, di convocare Giuseppe.

## Edizioni
- Thomas Mann, Giuseppe e i suoi fratelli, traduzione di Bruno Arzeni, Oscar grandi classici, Arnoldo Mondadori Editore, 2006,  p. 2405, ISBN 88-04-55179-8.